# نورآباد (دشتستان)
نورآباد، روستایی است از توابع بخش بوشکان در شهرستان دشتستان استان بوشهر ایران.

## جمعیت
این روستا در دهستان بوشکان قرار داشته و براساس سرشماری سال ۱۳۸۵ جمعیت آن ۶۶۰نفر (۱۵۴خانوار) می‌باشد.